# 다키자키 다케미쓰
다키자키 다케미쓰(滝崎武光, 1945년 6월 10일 ~)는 일본의 억만장자 사업가이자 자동화 센서, 비전 시스템, 바코드 판독기, 레이저 마커, 측정 기기 및 디지털 현미경을 제조하는 일본 제조업체인 키엔스의 명예 회장이자 창립자이다. 2022년 9월 29일 현재 다키자키의 순자산은 186억 달러이다.

## 어린시절
타키자키 타케미츠는 1945년 6월 10일에 태어났다. 아마가사키 공업 고등학교를 졸업했다.

## 경력
타키자키 회장은 1974년 키엔스를 창업한 뒤 2015년 회장직에서 물러난 뒤 이사회와 명예회장직을 유지했다.
CEOWORLD 매거진에 따르면 2022년 9월 22일 현재 타키자키의 순자산은 186억 달러이다.

## 개인생활
타키자키는 결혼하여 아들 타케시 타지카지를 두고 있으며 일본 오사카시에 거주하고 있다. 그는 예리한 화석 수집가이다.